# 공화국의 영원한 주석

조선민주주의인민공화국의 영원한 주석으로 추대된 김일성

공화국의 영원한 주석(共和國의 永遠한 主席)은 1998년 9월 5일에 개정된 조선민주주의인민공화국 사회주의헌법 서문에 새로 신설된 칭호로 그 내용은 다음과 같다.
조선민주주의인민공화국과 조선 인민은 조선로동당의 령도 밑에 위대한 수령 김일성 동지를 공화국의 영원한 주석으로 높이 모시며 김일성 동지의 사상과 업적을 옹호 고수하고 계승 발전시켜 주체혁명 위업을 끝까지 완성하여 나갈 것이다.

조선민주주의인민공화국 사회주의헌법은 이와 같이 김일성을 단 한 명 밖에 없는 영원한 주석으로 정의하고 있다.
"공화국의 영원한 주석"은 헌법 서문에만 등장하며 헌법 조항으로서의 기능은 물론 정부와 특별한 책임, 권력, 특권, 그 외의 어떠한 것과는 관련이 없다. 김일성이 국가주석으로 있던 당시에 김일성이 사망한 이후 조선민주주의인민공화국에서는 사실상 정부가 구성되지 않았다.
조선민주주의인민공화국의 국가주석은 1998년 헌법 개정에 따라 폐지되었으며 현재는 내각 수상(현재 박봉주)과 최고인민회의 상임위원회 위원장(현재 최룡해), 국방위원회 위원장(현재는 폐지, 김정일은 2011년 사망할 때까지 국방위원장으로 남아 있었음)에게 권력을 나누고 있는데 이 중 국방위원장은 조선민주주의인민공화국의 사실상의 최고 지도자이지만 최고인민회의 상임위원회 위원장이 국가를 대표한다는 조항에 따라 최고인민회의 상임위원장이 헌법상 국가원수였다.
2009년에 개정된 조선민주주의인민공화국 사회주의헌법에서 국방위원회 위원장이 최고령도자라는 내용이 추가되면서 국가원수는 국방위원회 위원장이 되었다. 2012년 4월 조선로동당 제4차 대표자회는 김정일을 조선로동당의 영원한 총비서로 추대했다.

## 같이 보기
- 조선민주주의인민공화국 사회주의헌법
- 조선로동당의 영원한 총비서